# Brisinga chathamica
Brisinga chathamica is een zeester uit de familie Brisingidae.
De wetenschappelijke naam van de soort werd, als Craterobrisinga chathamica, in 1973 gepubliceerd door Donald George McKnight.